# Yūsuke Ishitsuka
Yūsuke Ishitsuka (jap. 石塚 祐輔, Ishitsuka Yūsuke; * 19. Juni 1987 in der Präfektur Ibaraki) ist ein ehemaliger japanischer Sprinter, der sich auf den 400-Meter-Lauf spezialisiert hat.

## Sportliche Laufbahn
Erste internationale Erfahrungen sammelte Yūsuke Ishitsuka im Jahr 2006, als er bei den Juniorenweltmeisterschaften in Peking im 200-Meter-Lauf mit 21,41 s im Halbfinale ausschied und mit der japanischen 4-mal-100-Meter-Staffel in 40,17 s den Finaleinzug verpasste, während er mit der 4-mal-400-Meter-Staffel in 3:16,61 min den achten Platz belegte. Im Jahr darauf nahm er mit der 4-mal-400-Meter-Staffel an den Weltmeisterschaften in Osaka teil, verpasste dort aber mit 3:02,76 min den Finaleinzug. 2009 gewann er bei der Sommer-Universiade in Belgrad in 3:06,46 min die Bronzemedaille mit der Staffel hinter den Teams aus Australien und Polen. Anschließend nahm er an den Ostasienspielen in Hongkong teil und gewann dort in 47,12 s die Bronzemedaille im 400-Meter-Lauf hinter dem Chinesen Liu Xiaosheng und Park Tae-geon aus Südkorea und siegte mit der Staffel in 3:07,08 min. 2010 belegte er bei den Asienspielen in Guangzhou in 47,49 s den achten Platz über 400 Meter und gewann mit der Staffel in 3:02,43 min die Silbermedaille hinter dem Team aus Saudi-Arabien.
2011 wurde er bei den Asienmeisterschaften in Kōbe in 46,53 s Fünfter über 400 Meter und siegte mit der Staffel in 3:04,72 min. Daraufhin verpasste er bei den Weltmeisterschaften in Daegu mit 3:02,64 min den Finaleinzug. 2013 gewann er bei den Asienmeisterschaften in Pune mit 3:04,46 min die Silbermedaille hinter Saudi-Arabien und im Jahr darauf schied er bei den Hallenasienmeisterschaften in Hangzhou mit 49,18 s im Vorlauf aus. Anschließend erreichte er bei den World Relays auf den Bahamas in 3:03,24 min Rang zwei im B-Finale. 2017 beendete er in Mito seine aktive sportliche Karriere im Alter von 29 Jahren.

## Persönliche Bestleistungen
- 200 Meter: 20,83 s (+0,2 m/s), 13. Mai 2007 in Tokio
- 400 Meter: 45,87 s, 3. Mai 2013 in Fukuroi
  - 400 Meter (Halle): 49,18 s, 15. Februar 2014 in Hangzhou